# Есир, Степан
Степан Есир (рум. Stepan Esir; 16 июня 1950, с. Конгаз, Молдавская ССР, СССР — 15 июня 2017, с. Конгаз, Республика Молдова) — молдавский политик гагаузского происхождения. Председатель Народного Собрания Гагаузии (2003—2008).

## Биография
Родился в 1950 году в селе Конгаз Комратского района Молдавской ССР. Окончил Государственный аграрный университет Молдовы по специальности «агроном». В бизнес пришёл в 1996 году, возглавив компании «Анстел» и «Астек» (совместные молдавско-турецкие компании, специализирующиеся на экспорте сельскохозяйственной продукции).
После парламентских выборов в автономии осенью 2003 года Народное Собрание Гагаузии (НСГ) имело следующий состав: 17 независимых депутатов, 16 от Партии коммунистов Республики Молдова (ПКРМ), один депутат от движения «Равноправие» и один депутат от Социалистической партии Молдовы. Будучи депутатом от ПКРМ был избран председателем НСГ 20 декабря 2003 года. Его кандидатуру выдвинула мажоритарная фракция Блока коммунистов и независимых «За процветающую Гагаузию в составе обновлённой Молдовы», за него проголосовали 33 депутата, а два бюллетеня были признаны недействительными.
За многолетнюю и плодотворную работу в агропромышленном комплексе, вклад в продвижение социально-экономических реформ и активную организационную и законодательную деятельность Президент Республики Молдова Владимир Воронин 3 июня 2005 года наградил председателя НСГ Степана Есира орденом «Слава труда».
На выборах 16 марта 2008 года Степан Есир был избран в первом туре депутатом от Конгаза в НСГ, получив 52,73% поданных голосов (т.е. число 1265 голосов), по сравнению с независимым Дмитрием Николаевым, набравшим 1134 голоса (т.е. 47,27%). Есир больше не претендовал на пост председателя Народного Собрания Гагаузии.
Скончался 15 июня 2017 года.